# الحب يأتي من النافذة (مسلسل)
الحب يأتي من النافذة مسلسل تلفزيوني عراقي.

## الممثلون
- بيداء رشيد.
- مناف طالب.
- آلاء شاكر.
- تمارا محمود.
- بهجت الجبوري.
- أنعام الربيعي.
- مازن محمد مصطفى.
- سوران علي.
- صاحب شاكر.
- رياض شهيد.
- فلاح البياتي.
- كريم محسن.
- إيناس طالب.
- فلاح إبراهيم.
- غازي الكناني.
- فاطمة الربيعي.
- حكيم جاسم.
- نسرين عبد الرحمن.
- صادق علي شاهين.[1]